# Remco Campert
Remco Campert (La Haya, 29 de julio de 1929-Ámsterdam, 4 de julio de 2022) fue un poeta, escritor, columnista, traductor, periodista y guionista neerlandés.

## Biografía
Nació en La Haya, hijo del escritor y poeta Jan Campert, autor del poema De achttien dooden, y de la actriz Joekie Broedelet. Sus padres se separaron cuando él tenía tres años, lo que provocó que a menudo viviera con cualquiera de sus padres y, a veces, con sus abuelos, según las situaciones y circunstancias. Su padre murió en 1943 en un campo de concentración nazi, Neuengamme. Después de este suceso Remco se fue a vivir con su madre. Regresaron a Ámsterdam después de la Segunda Guerra Mundial en 1945, después de haber pasado los tres años anteriores en la ciudad de Epe.
En Ámsterdam, comenzó una educación secundaria en el colegio Amsterdam Lyceum, ocasionalmente escribía artículos o dibujaba cómics para el periódico de la escuela. A medida que pasaban los años, se saltaba más y más clases y pasaba cada vez más tiempo en cines, clubes de jazz o pubs. Finalmente dejó la escuela sin graduarse. Con Rudy Kousbroek, un amigo de la escuela, fundó la revista Braak en mayo de 1950. Entre 1949 y 1952, dibujó caricaturas para la revista Mandrill, el periódico Het Parool y, en la década de 1970, también para Haagse Post. En 1979 dibujó cómics para el periódico vespertino NRC Handelsblad.
Se casó con Freddie Rutgers en 1949, sin embargo se separaron cinco años después. Para financiar su vida, recurrió a escribir textos comerciales o jingles, así como a traducir obras literarias extranjeras. Más tarde se casó con la autora Fritzi ten Harmsen van der Beek (hija del dibujante de cómics Harmsen van der Beek), con quien vivió en Blaricum hasta 1957. Cuando regresó a Ámsterdam, se divorció de su segunda esposa y se casó con Lucia van den Berg en 1961. Se mudaron a Amberes en 1964, pero regresó a Ámsterdam dos años después. Allí conoció a la galerista de arte Deborah Wolf, con quien vivió hasta 1980.
Mantuvo su vida en privado en los años siguientes, sin embargo, una vez explicó su situación en 1994, en una entrevista a Cees van Hoore, periodista del periódico Nieuwsblad van het Noorden. Fue citado diciendo: «Yo no me ahogo. Soy mi propia mejor compañía. Cada vez que convivía con alguien, tenía ganas de estar bajo el agua durante días y días. Estar juntos es estar dos veces solo y no necesito eso. Estoy más que felizmente casado con mi carrera».
A finales de la década de 1970, había escrito muy poco. Explicó al periodista Jan Brokken del periódico Haagse Post: «No pude escribir durante años. No me apetecía. Sentí una repulsión física hacía él. Lo pensé, pero estaba paralizado por las dudas».
Reanudó la escritura en 1979. Escribió Actie de Somberman en 1985. Desde 1989 hasta 1995, protagonizó teatros de todo el país y más allá en una obra que había creado junto con Jan Mulder (autor y exjugador de fútbol). Sus espectáculos se basaron en las obras literarias de ambos. 1995 fue también el año en que leyó su novela bestseller 'Het leven is vurrukkulluk' en la radio.
Es muy probable que los neerlandeses de generaciones anteriores asocien su nombre con CaMu, la asociación entre Remco Campert y Jan Mulder que escribieron columnas diarias de primera plana para el periódico nacional De Volkskrant desde 1995 hasta 2006. Estas columnas tradicionalmente se han agrupado en libros titulados CaMu...: Het jaaroverzicht van Remco Campert y Jan Mulder al final de cada año.

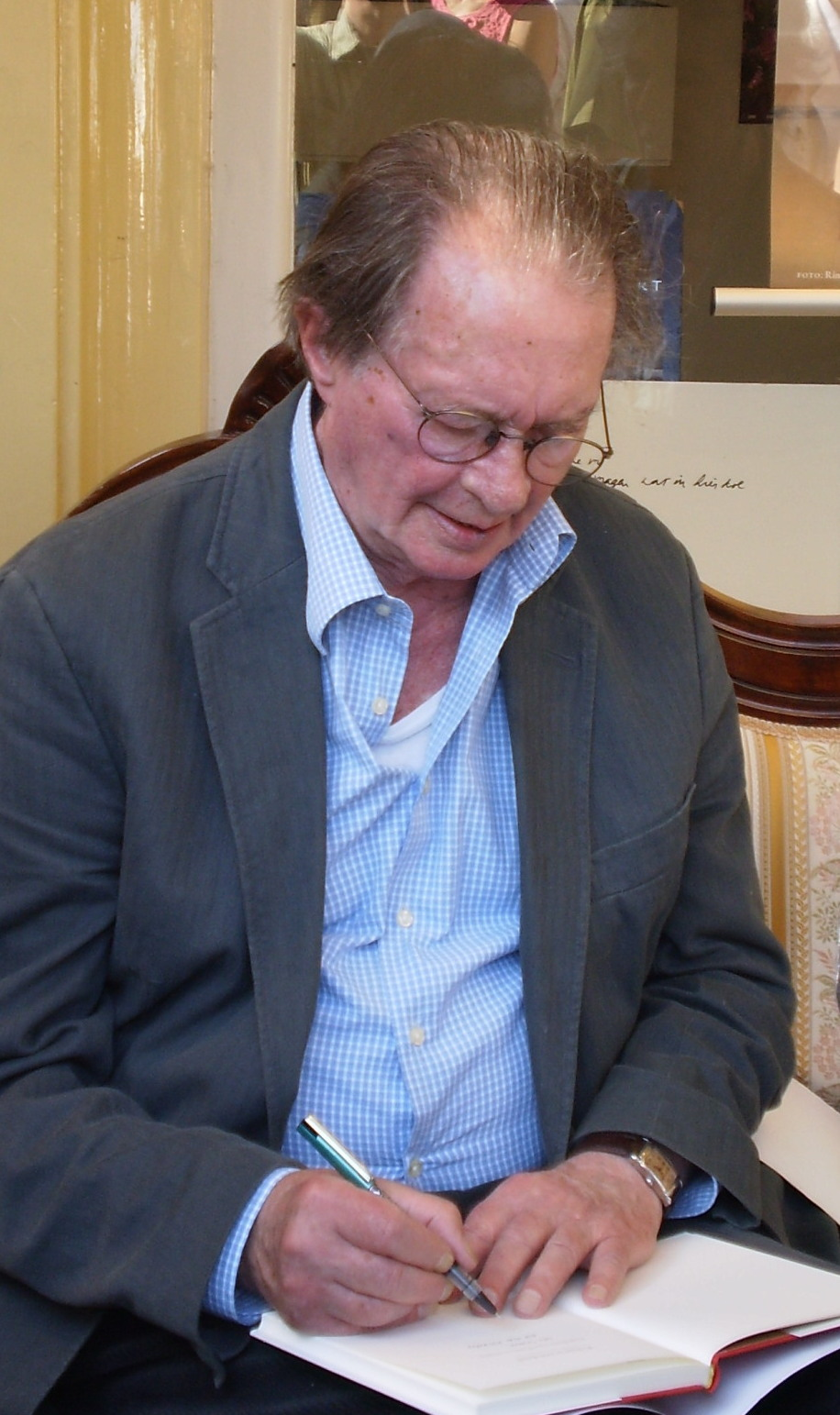
Campert firmando un libro en un evento de poesía celebrando su 80.º cumpleaños

## Obras
- 1950 'Diez lecciones con Timothy' (poemas).
- 1951 'Vogels vliegen toch' (poemas).
- 1952 'Een standbeeld opwinden' (poemas).
- 1953 'Berchtesgaden' (poemas).
- 1953 'Eendjes voeren' (cuentos).
- 1955 'Alle dagen feest' (cuentos).
- 1955 'Het huis waarin ik woonde' (poemas).
- 1955  soyet hombre en muis' (poemas).
- 1956 'Lodewijk Sebastiaan' (cuentos).
- 1956 'Furgoneta de wijs' (cuentos).
- 1958 'De jongen conocido het mes en andere verhalen' (cuentos).
- 1959 'Bij hoog en bij laag' (poemas).
- 1960 'Een ellendige nietsnut en andere verhalen' (cuentos).
- 1961 'Het leven es vurrukkulluk' (novela).
- 1962 'Dit gebeurde overal' (poemas, también aparecidos en ingleses bajo el título 'Este pasado en todas partes').
- 1962 'Het paard furgoneta Ome Loeks' (cuentos).
- 1963 'Liefdes schijnbewegingen : een leesboek' (novela, también aparecido en inglés bajo el título 'Ningún control barred')
- 1964 'Nacht op de kale dwerg' (cuentos).
- 1965 'Het gangstermeisje' (novela, también aparecido en inglés bajo el título 'El gangster chica').
- 1965 'Hoera, hoera' (poemas).
- 1968 'Fabeltjes vertellen' (cuentos).
- 1968  soyijn leven  liederen' (poemas).
- 1968 'Tjeempie! De Liesje en Luiletterland' (novela).
- 1969 'Hoe ik mijn verjaardag vierde' (cuentos).
- 1970 'Betere tijden' (poemas).
- 1971 'Campert Compleet' (cuentos).
- 1972 'James Dean en het verdriet' (cuentos).
- 1974 'Basta het toverkonijn' (cuentos).
- 1974 'Op reis' (novela, escrito junto con Willem Malsen).
- 1976 'Alle bundels gedichten' (poemas).
- 1976 'Luister goed naar wat ik verzwijg' (pensamientos y filosofías).
- 1978 'Waar es Remco Campert?' (Cuentos).
- 1979 'Teatro' (poemas).
- 1980 'Na de troonrede' (cuentos).
- 1980 'De tijden' (novela).
- 1982 'Een beetje natuur' (cuentos).
- 1983 'De Daño & Miepje Kurk Historia' (novela).
- 1983  cènes en Hotel Morandi' (poemas).
- 1984 'Amsterdamse dagen' (poemas).
- 1984 'Drie vergeten gedichten' (poemas).
- 1984 'Kinderverhalen furgoneta Remco Campert' (niños cortos' historias).
- 1984 'Wie doet de koningin?' (Cuentos).
- 1984 'Zeven vrijheden' (poemas).
- 1985  omberman  actie' (novela, "Boekenweekgeschenk").
- 1985  omberman  maandag' (novela).
- 1985 'Zijn hoofd verliezen' (novela).
- 1986 'Collega es (poemas).
- 1986 'Rustig' (novela).
- 1986 'Tot zoens' (cuentos).
- 1987 'Eetlezen' (columnas).
- 1988 'Een neger uit Mozambique : een keuze uit de gedichten' (poemas).
- 1988 'Toen ik je zag' (los poemas que acompañan fotografías de Peter Dejong).
- 1989 'Zachtjes neerkomen' (novela).
- 1990 'Gouden dagen' (novela).
- 1990 'Graag gedaan' (columnas y cuentos).
- 1991 'Campert compleet vervolg : verhalen 1971@–1991' (cuentos).
- 1991 'Dansschoenen' (novela).
- 1992  eschterschoenen' (poemas).
- 1993 'Het bijzettafeltje' (columnas).
- 1994 'Fiebelekwinten' (cuentos, escritos junto con Jan Mulder).
- 1994  esstbeelden : notities furgoneta Izegrim' (poemas).
- 1994  traatfotografie' (poemas).
- 1994 'Vele kleintjes' (columnas).
- 1995 'Dichter' (poemas).
- 1995 'Ohi, hoho, estrépito, estrépito, de Het lied furgoneta de vrijheid' (novela).
- 1996 'De zomer furgoneta de zwarte jurkjes' (columnas).
- 1998 'Een mooie jonge vriendin en andere belevenissen (cuentos)
- 2004 'Een liefde en Parijs' (novela).
- 2006 'Het satijnen hart' (novela).
- 2007 ' Soñé en las Ciudades por la noche' (seleccionó los poemas tradujeron a ingleses por Donald Gardner)
- 2007 'Dagboek furgoneta een poes' (cuento)
- 2010 'Om vijf uur en de middag' (cuentos).
- 2013 'Hôtel du Nord' (novel)

## Reconocimientos y distinciones
- 1953 - Premio Reina Prinsen Geerligs por 'Berchtesgaden'
- 1955 – Premio de poesía de la ciudad de Ámsterdam por 'Gedicht met een moral'
- 1956 - Premio Jan Campert por 'Met man en muis en Het huis waarin ik woonde'
- 1958 - Premio Anne Frank por 'Vogels vliegen toch'
- 1959 – Premio Proza de la ciudad de Ámsterdam por 'De jongen met het mes'
- 1960 - Premio del Amsterdamse Art-council por 'De jongen met het mes'
- 1976 - Premio PC Hooft por sus obras poéticas
- 1987 – Premio Cestoda
- 2011 – Premio Gouden Ganzenveer
- 2015 – Prijs der Nederlandse Letteren[6]